# Ascites
En la medicina (gastroenterologia), l'ascites (també conegut -però poc emprat- com hidroperitoneu o més antigament com hidropesia abdominal) és una acumulació de líquid en la cavitat peritoneal. Els símptomes poden incloure augment de la mida abdominal, augment de pes, molèsties abdominals i sensació de falta d'aire. Les complicacions poden incloure la peritonitis bacteriana espontània.
La causa més freqüent als països desenvolupats és la cirrosi. Altres causes inclouen càncer, insuficiència cardíaca, tuberculosi, pancreatitis i bloqueig de la vena hepàtica. En la cirrosi, el mecanisme subjacent és la pressió arterial alta al sistema portal i la disfunció dels vasos sanguinis. El diagnòstic de la causa és en general amb les anàlisis de sang, l'ecografia o la tomografia computada abdominals. L'anàlisi del líquid pot ajudar a determinar la causa subjacent.
El tractament inclou dieta baixa en sal, medicaments (diürètics), la paracentesi, o altres tractaments dirigits a la causa. Es pot col·locar una derivació portosistèmica intrahepàtica transjugular (TIPS), però s'associa amb complicacions. Es poden considerar els intents de tractar la causa subjacent, com ara un trasplantament de fetge. De les persones amb cirrosi, més de la meitat desenvolupen ascites en els deu anys posteriors al diagnòstic. De les persones d'aquest grup que desenvolupen ascites, la meitat moriran en tres anys. El terme prové del grec askítes que significa "com una bossa".

## Causes
Per transsudat són:
- Cirrosi - 81% (sense alcohol en un 65%, viral en 10%, criptogénica en el 6%)
- Insuficiència cardíaca - 3%
- Oclusió venosa hepàtica: síndrome de Budd-Chiari o malaltia venooclusiva
- Pericarditis constrictiva
- Kwashiorkor

Per exsudat són:
- Càncer (carcinomatosi peritoneal primària i metastàtica) - 10%
- Infecció: Tuberculosi - 2% o peritonitis bacteriana espontània
- Pancreatitis - 1%
- Serositis
- Síndrome nefròtica[6]
- Enteropatia perdedora de proteïnes
- Angioedema hereditari[7]

Altres causes poc comunes:
- Síndrome de Meigs
- Vasculitis
- Hipotiroïdisme
- Diàlisi renal
- Mesotelioma del peritoneu
- Tuberculosi abdominal
- Infecció del trematode Clonorchis sinensis

## Classificació
L'ascites existeix en tres graus:
- Grau 1: lleu, només visible en ecografia i TC
- Grau 2: detectable per la protuberància i matidesa (so mat a la percussió) desplaçable als flancs de l'abdomen
- Grau 3: visible directament, confirmat amb la prova de l'onada ascítica